# Liste de films pornographiques parodiques
 (octobre 2018).
Cette liste répertorie les films pornographiques parodiant des sujets préexistants. Le sujet parodié est souvent un film (non pornographique), mais il peut s'agir parfois d'un autre type d'œuvre, comme une série télévisée ou une œuvre littéraire. La parodie peut également concerner non pas une production particulière, mais une personnalité publique, ou tout autre thème (élément d'actualité, évènement historique, ou autre).
L'aspect parodique dans les œuvres cinématographiques peut se limiter à des éléments tels que le détournement du titre original et l'utilisation de certains éléments-clés, comme les noms des personnages ou l'intrigue générale de l'histoire. La proportion d'humour dans ces films peut également varier, allant de subtiles allusions à des parodies plus évidentes et exagérées.

## Liste des films
Lorsqu'il n'existe pas de titre français, le titre est donné en version originale.
Les articles définis sont indiqués en fin de titre pour permettre un classement alphabétique dans le tableau triable.
Lorsqu'un film parodique a donné lieu à une suite, celle-ci est mentionnée dans les commentaires, sauf cas particulier (si le titre est très différent ou si la suite a eu plus de succès).
| Film pornographique (année)                                                     | Sujet parodié (type de sujet, année)                                      | Commentaires |
| ------------------------------------------------------------------------------- | ------------------------------------------------------------------------- | --- |
| 95 F (95 bonnet F) (2007)                                                       | 99 F (99 francs) (film, 2007)                                             | |
| Alice au pays des pervers (1993)                                                | Alice au pays des merveilles (roman, 1865)                                | |
| Alice in Wonderland: A Musical Porno (1976)                                     | Alice au pays des merveilles (roman, 1865)                                | Film musical pornographique, également intitulé Alice in Wonderland: An X-Rated Musical Fantasy. |
| Analgeddon (2004)                                                               | Armageddon (film, 1998)                                                   | Également Analgeddon 2 (2004) |
| Ass Wide Shut (2000)                                                            | Eyes Wide Shut (film, 1999)                                               | |
| L'Artniqueur (2011)                                                             | L'Arnacœur (film, 2010)                                                   | |
| Bal des hardeuses, Le (2010 ?)                                                  | Bal des actrices, Le (film, 2009)                                         | |
| Basic Sexual Instinct (2007)                                                    | Basic Instinct (film, 1992)                                               | |
| Batman XXX: A Porn Parody (2010)                                                | Batman (film, 1966)                                                       | Le film parodie le Batman des années 1960, incarné à l'époque par Adam West. On y retrouve tous les personnages présents dans le film et la série des années 1960 tels que Robin, le Joker, l'homme Mystère (appelé "Le Sphinx" à l'époque), Catwoman, Le Pingouin ou encore Batgirl. |
| Bienvenue chez les ch’tites coquines (2008)                                     | Bienvenue chez les Ch'tis (film, 2008)                                    | La parodie pornographique a été tournée en partie à Bergues, comme le film d'origine. Le film X a eu un tel succès lors de sa sortie que le DVD a été rapidement en rupture de stock dans certains sex-shops,. Une suite a également été produite : Bienvenue chez les ch’tites coquines 2 (2009). |
| Big Lebowski - A XXX Parody, The (2010)                                         | Big Lebowski, The (film, 1998)                                            | Le rôle du « Dude » est joué par Tom Byron. |
| Blanche-Fesse et les Sept Mains (1981)                                          | Blanche-Neige et les Sept Nains (film, 1937)                              | |
| Buffy the Vampire Layer (1996)                                                  | Buffy, tueuse de vampires (film, 1992)                                    | Le titre parodie le titre anglais : Buffy the Vampire Slayer, layer signifiant « allongeuse ». |
| Camp Cuddly Pines Powertool Massacre (2005)                                     | Massacre à la tronçonneuse (film, 1974)                                   | Le titre parodie le titre anglais : The Texas Chain Saw Massacre |
| Captain Hooker & Peter Porn (1987)                                              | Peter Pan (littérature, 1911)                                             | |
| Célébrités du x à la ferme, Les (2010)                                          | Ferme Célébrités, La (émission de téléréalité, depuis 2004)               | |
| Citizen Shane (1996)                                                            | Citizen Kane (film, 1941)                                                 | |
| Dangerous Liaisons (2005)                                                       | Liaisons dangereuses, Les (roman, 1782)                                   | Version gay de l'histoire. |
| Desperate Sex Wives (2006)                                                      | Desperate Housewives (série télévisée, 2004-2012)                         | |
| Dickheads, The (1993)                                                           | Coneheads (film, 1993)                                                    | |
| Dolce vita, La (2006)                                                           | Dolce vita, La (film, 1960)                                               | Version gay de l'histoire. |
| DXK, David Sex King (2011)                                                      | Affaire Dominique Strauss-Kahn                                            | |
| Edward Penishands (1991)                                                        | Edward aux mains d'argent (Edward Scissorhands) (1990)                    | Réalisé par Paul Norman. Parodie dans laquelle Edward a des pénis, au lieu de la paire de ciseaux du film, à la place des mains. |
| Flintbones, The (1992)                                                          | Pierrafeu, Les (série télévisée, 1960)                                    | Le titre parodie le titre anglais : The Flintstones |
| French conneXion (2007)                                                         | French Connection (film, 1971)                                            | |
| Fuck and Furious (2005)                                                         | Fast and Furious (série de films, depuis 2001)                            | |
| Fuck and Furious (2011)                                                         | Fast and Furious (série de films, depuis 2001)                            | |
| Fuck Fiction (2006)                                                             | Pulp Fiction (film, 1994)                                                 | Version gay de l'histoire. |
| Get Smartass (2008)                                                             | Max la Menace (série télévisée, 1965)                                     | Le film parodie le titre original de la série, Get Smart. |
| Gladiator 1 (2002)                                                              | Gladiator (film, 2000)                                                    | Vidéo 54 de la collection Private Gold. Également Private Gold 55: Gladiator 2 - In the City of Lust (2002) et Private Gold 56: Gladiator 3 - Sexual Conquest (2002) |
| Gland bleu, Le (1991)                                                           | Grand Bleu, Le (film, 1988)                                               | |
| Grande Mouille, La (1979)                                                       | Grande Bouffe, La (1973)                                                  | |
| Hard Sex In The City (2006)                                                     | Sex and the City (série télévisée, 1998-2004)                             | |
| Hotdorix (1999)                                                                 | Astérix (personnage de BD)                                                | |
| Kill Jill (2010)                                                                | Kill Bill (film, 2003)                                                    | Le titre fait également référence à la star du X Jill Kelly qui fait une apparition dans cette parodie. |
| Kinky Business (1984)                                                           | Risky Business (film, 1983)                                               | « Kinky » signifie « qui aime les expériences sexuelles qui sortent de l’ordinaire ». |
| Marcel Pignolle dans : La Chatte de ma mère (1997)                              | Le Château de ma mère (film, 1997)                                        | Parodie du film français basé sur le roman de Marcel Pagnol. |
| Muffy the Vampire Layer (1992)                                                  | Buffy, tueuse de vampires (film, 1992)                                    | Le titre parodie le titre anglais : Buffy the Vampire Slayer |
| Nightmare on Porn Street (1986)                                                 | Griffes de la nuit, Les (film, 1984)                                      | Le titre parodie le titre anglais : A Nightmare on Elm Street |
| Nique Bill (2004)                                                               | Kill Bill (film, 2003)                                                    | |
| Niqueurs-nés (1999)                                                             | Tueurs nés (film, 1994)                                                   | |
| Official Survivor Parody (2010)                                                 | Survivor (émission de télévision, 1997)                                   | |
| On a échangé nos mères (2010)                                                   | On a échangé nos mamans (émission, 2004)                                  | |
| Pascal le Grand Frère Pineur 1, 2, 3, 4, 5 et 6 (2010/2011/2011/2012/2013/2014) | Pascal, le grand frère (émission, 2006)                                   | De même que l'émission parodiée met en scène deux éducateurs successifs, chacun prénommés Pascal (Pascal Soetens, puis Pascal Maquin), la série de pastiches X a pour interprète principal le hardeur Pascal Saint James. |
| Penetrator 2 Grunge Days (1995)                                                 | Terminator 2 (film, 1994)                                                 | |
| Phil de Nice (2005)                                                             | Brice de Nice (film, 2005)                                                | |
| Pirates (2005) et Pirates 2 : La Vengeance de Stagnetti (2008)                  | Pirates des Caraïbes (franchise, 2003-)                                   | Pirates 2 est le plus gros budget de l'histoire du cinéma pornographique, avec près de 10 000 000$. Le film a nécessité environ 600 effets spéciaux et l'élaboration d'une chorégraphie des combats. |
| Porn Wars (2006)                                                                | Star Wars (film, 1977)                                                    | Il existe trois épisodes qui correspondent aux vidéos 81, 83 et 84 de la collection pornographique Private Gold,. |
| Private Sex Survivors, The (2002)                                               | Survivor (émission de télévision, 1997)                                   | |
| Pulp Friction (1994)                                                            | Pulp Fiction (film, 1994)                                                 | |
| Pulp Friction (2007)                                                            | Pulp Fiction (film, 1994)                                                 | |
| Qui veut baiser mon fils ? (2011)                                               | Qui veut épouser mon fils ? (émission, 2010)                              | |
| Qui veut épouser ma mère ? (2010)                                               | Qui veut épouser mon fils ? (émission, 2010)                              | |
| Re-Penetrator (2004)                                                            | Re-Animator (film, 1985)                                                  | |
| Rocco et les 'sex' mercenaires (1998)                                           | Sept Mercenaires, Les (film, 1960)                                        | Également Rocco et les 'sex' mercenaires: 2e partie (1999) |
| Rocky Porno Video Show, The (1986)                                              | Rocky Horror Picture Show, The (film, 1975)                               | |
| Sex Files: A Dark XXX Parody, The (2009)                                        | X-Files : Aux frontières du réel (série télévisée, 1993)                  | La parodie a obtenu 15 nominations aux AVN Awards en 2010, remportant les récompenses de la meilleure parodie et de la meilleure actrice pour Kimberly Kane. La 20th Century Fox, productrice de la série originelle, s'est déclarée scandalisée par cette parodie. |
| Sex Survivors II (2007)                                                         | Survivor (émission de télévision, 1997)                                   | Suite de The Private Sex Survivors (voir plus haut). |
| Sexth Element, The (2008)                                                       | Cinquième Élément, Le (1997)                                              | Réalisée en images de synthèse, cette parodie X a obtenu deux nominations aux Hots d'or en 2009. Il s'agit de la troisième vidéo de la collection Private Blockbusters. |
| Sex Trek: Where No Man Has Cum B4 (2007)                                        | Star Trek (série télévisée, 1965-)                                        | Le titre pastiche celui du pilote de la série, Where No Man Has Gone Before). |
| Sexual Instinct (1992)                                                          | Basic Instinct (film, 1992)                                               | Le film comporte une suite, Sexual Instinct 2, sortie en 1994. |
| Sex Wars (1986)                                                                 | Star Wars                                                                 | |
| Star Babe - Les Guerrières du Sexe (1977)                                       | Star Wars, épisode IV : Un nouvel espoir (film, 1977)                     | |
| Official Basic Instinct Parody (2011)                                           | Basic Instinct (film, 1992)                                               | Il est une parodie dite "officielle" du film original d'où le fait qu'il soit mentionné "Official Parody" et produit par le studio Zero Tolerance. L'affiche est d'ailleurs la même que l'originale, mais avec les acteurs et actrices de la parodie. |
| Pretty Nina (2003)                                                              | Pretty Woman (film, 1990)                                                 | L'actrice X Nina Roberts a un air de famille avec Julia Roberts, actrice principale du film parodié, d'où le « Nina » du titre et le « Roberts » du pseudonyme. |
| Pretty Woman: A XXX Parody (2012)                                               | Pretty Woman (film, 1990)                                                 | |
| Superman XXX: A Porn Parody (2011)                                              | Superman 2 (film, 1980)                                                   | |
| Talk Dirty To Me Part III (1984)                                                | Splash (film, 1984)                                                       | C'est l'une des rares parodies pornographiques à ne pas détourner le titre original. |
| Taxi de nuit (2007)                                                             | Taxi de nuit (film, 1993)                                                 | |
| Teachers (2009)                                                                 | Teen movie (genre cinématographique)                                      | Ce film parodie le genre cinématographique du teen movie |
| T'es raide dingue (2017)                                                        | Raid dingue                                                               | |
| This Ain't Star Trek XXX (2009)                                                 | Star Trek (série télévisée, 1966)                                         | La parodie X a obtenu une nomination aux AVN Awards en 2010 |
| Tontons tringleurs, Les (2000)                                                  | Tontons flingueurs, Les (film, 1963)                                      | Film ayant la particularité notable d'être interprété par d'anciennes vedettes masculines du X français (Richard Allan, Alban Ceray, Jean-Pierre Armand) ayant dépassé la cinquantaine. |
| Tout à déclarer, (2011)                                                         | Rien à déclarer (film, 2011)                                              | |
| Un plan cul presque parfait (2010)                                              | Un dîner presque parfait (émission, 2008)                                 | |
| Vérité si tu bandes !, La (1999)                                                | Vérité si je mens !, La (film, 1997)                                      | |
| Visiteuses, Les (1994)                                                          | Visiteurs, Les (film, 1993)                                               | L'affiche parodie aussi l'affiche du film Les Visiteurs |
| XXXorcist, The (2006)                                                           | Exorciste, L' (film, 1973)                                                | Le film ne parodie que la scène finale de l'exorcisme faite par le père Merrin dans le film original. |
| Official Halloween Parody (2011)                                                | Halloween (film, 1978)                                                    | Produit par le studio Zero Tolerance. Parodie du film de John Carpenter, avec toutefois beaucoup de changements par rapport à l'histoire originelle. |
| Official The Silence of the Lambs Parody (2011)                                 | Silence des agneaux, Le (film, 1991)                                      | Produit par Zero Tolerance. Le studio s'est fait une spécialité des parodies de films cultes. Non seulement le scénario est sensiblement le même, mais tout comme pour la parodie de Basic Instinct, l'affiche parodie aussi celle du film de Jonathan Demme. |
| Official Friday the 13th Parody (2010)                                          | Vendredi 13 (film, 1980)                                                  | Le scénario n'est pas exactement le même, bien que parodiant le premier film, dans cette version c'est Jason le tueur, au lieu de sa mère. |
| Human Sexipede First Sequence – A Porn Parody, The (2010)                       | Human Centipede (First Sequence), The                                     | |
| Addams Family XXX, The (2011)                                                   | Famille Addams, La (personnages de série télévisée, depuis 1964)          | Ce n'est pas une parodie du film de Barry Sonnenfeld, mais bel et bien une histoire à part, mettant en scène la célèbre famille. |
| This Ain't Dracula XXX Parody (2011)                                            | Dracula (film, 1992)                                                      | |
| Grindhouse XXX: A Double-Feature (2011)                                         | Grindhouse (films, 2007)                                                  | Bien que s'inspirant du diptyque Grindhouse de Tarantino et Rodriguez, le film met en scène deux histoires inédites, faites sur le même schéma que l'original. |
| Blair Witch Project: A Hardcore Parody, The (2011)                              | Projet Blair Witch, Le (film, 1999)                                       | |
| Saw: A Hardcore Parody (2010)                                                   | Saw (série de films, 2004-2010)                                           | Parodie de la franchise d'horreur Saw, où les scènes de torture violentes sont remplacées par des scènes de fausse torture sexuelles. |
| Folies d'Aurélie Catain, Les (2000)                                             | Fabuleux Destin d'Amélie Poulain, Le (film, 2001)                         | Version pornographique du film de Jean-Pierre Jeunet. |
| Rocky XXX: A Parody Thriller (2011)                                             | Rocky, Rocky 2 : La Revanche et Rocky 3, l'œil du tigre                   | |
| This Ain't Conan The Barbarian XXX Parody (2011)                                | Conan le Barbare (film, 1982)                                             | Parodie du film avec Arnold Schwarzenegger. |
| Captain America XXX: An Extreme Comixxx Parody (2011)                           | Captain America (personnage de comics)                                    | Parodie de la célèbre bande dessinée créé par Stan Lee. Il ne s'agit pas d'une parodie du film. |
| La Soirée de connes (1999)                                                      | Le Dîner de cons (1998)                                                   | Le film s'intitulait à l'origine Le Dîner de connes, mais une action en justice a contraint les auteurs de la parodie à modifier le titre pour atténuer la ressemblance avec l'œuvre d'origine. A fait l'objet d'une suite, La Revanche des connes (2001). |
| Spider-Man XXX: A Porn Parody (2011)                                            | Spider-Man (film, 2002)                                                   | Parodie du Spider-Man de Sam Raimi. Bien que cette version parodie le film original, on constate quelques différences. Certaines scènes sont reprises, comme celle de Mary-Jane embrassant Spider-Man suspendue à sa toile, mais le baiser est remplacé par une fellation. Le méchant original, le Bouffon Vert, est remplacé par Electro. On notera également la présence de personnages qui ne sont pas dans le film de 2002, tels que Wilson Fisk alias Le Caïd ou bien encore Black Widow, celle-ci étant présente pour enrôler le Tisseur dans le groupe des Vengeurs (chose alors impossible dans les versions officielles, puisque les films Spider-Man et les Vengeurs étaient produits par deux sociétés de production différentes, Columbia et Marvel Studio.) |
| Supergirl XXX: An Extreme Comixxx Parody XXX (2011)                             | Supergirl (personnage de comics)                                          | Parodie libremement inspirée de l'heroïne de bande dessinée, il ne s'agit en aucun cas d'une parodie du film de Jeannot Szwarc. |
| Incredible Hulk XXX: A Porn Parody, The (2011)                                  | Incroyable Hulk, L' (série télévisée, 1977-1982)                          | Parodie de la célèbre série télévisée, mettant en scène le monstre vert des bandes dessinées Marvel créé par Stan Lee. |
| Arnold The Fornicator (2011)                                                    | Arnold Schwarzenegger (acteur)                                            | Parodie sur la star Arnold Schwarzenegger à la suite des révélations de sa relation extra-conjugale révélée en 2011. |
| This Ain't Lady Gaga XXX Parody (2011)                                          | Lady Gaga (chanteuse)                                                     | Parodie sur la chanteuse Lady Gaga. |
| Saturday Night Fever XXX (2011)                                                 | Fièvre du samedi soir, La (film, 1977)                                    | Parodie du film avec John Travolta. |
| Wet Dream On Elm Street, A (2011)                                               | Griffes de la nuit, Les (film, 1984)                                      | L'affiche parodie l'affiche originale et le titre en anglais original : A Nightmare on Elm Street. |
| Star Wars XXX: A Porn Parody (2011)                                             | Star Wars, épisode IV : Un nouvel espoir (film, 1977)                     | L'affiche parodie l'affiche originale du quatrième volet de la saga. L'histoire est sensiblement la même que le film original. L'acteur choisi pour jouer Dark Vador, Lexington Steele, est noir. |
| Star Wars Underworld: A XXX Parody (2016)                                       | Star Wars Underworld (série télévisée abandonnée)                         | |
| Katy Pervy : The XXX Parody (2011)                                              | Katy Perry (entre autres plus d'autres célébrités)                        | Le film est une parodie des célébrités actuelles. Bien que le titre soit centré sur Katy Perry, on peut y voir d'autres célébrités, parmi elles : Snoop Dogg, Ke$ha, Rihanna, Lady Gaga et Russell Brand, le mari de Katy Perry. À noter également que la marionnette Elmo est elle aussi parodiée, celle-ci devenant par la suite grandeur nature avec Anthony Rosano dans le costume pour une scène avec Katy. |
| Men in Black : A Hardcore Parody (2012)                                         | Men in Black (film, 1997)                                                 | L'affiche parodie l'affiche originale du premier film. Cette parodie est sortie à la suite de la sortie au cinéma du troisième volet de la saga. |
| Buffy The Vampire Slayer XXX : A Parody (2012)                                  | Buffy contre les vampires (série télévisée, 1997-2003)                    | Une parodie de la série télévisée créée par Joss Whedon qui mettait en scène Sarah Michelle Gellar dans le rôle de la tueuse de vampires. |
| Avengers XXX : A Porn Parody (2012)                                             | Avengers, The (film, 2012)                                                | Parodie du film à succès Avengers de Joss Whedon. On notera la présence des héros du film original tels que Iron Man, Thor, Hulk, Black Widow, Hawkeye et Nick Fury. On note également l'absence du First Avenger Captain America, celui-ci est alors remplacé par Spider-Man qui n'apparaît pas dans le film de Whedon. Une immense différence également entre l'original et sa parodie est l'apparition au casting de héros inédit tels que Spider-Woman, Miss Marvel, Scarlet Witch et She-Hulk. On note une dernière différence, l'apparition de l'agent du SHIELD Sharon Carter, qui on suppose remplace Maria Hill, elle aussi agent du SHIELD. L'affiche parodie celle de l'original.                                                                             |
| Dark Knight XXX : A Porn Parody, The (2012)                                     | Dark Knight Rises, The (film, 2012)                                       | Malgré le titre du film, il s'agit davantage d'une parodie du film The Dark Knight Rises que de The Dark Knight. Bien que l'histoire soit très différente de celle de ces deux films, on constate la présence de plusieurs personnages qui apparaissent uniquement dans The Dark Knight Rises tels que Catwoman et surtout Bane, qui possède le même aspect que dans le film original. De plus, l'affiche parodie également celle de The Dark Knight Rises. On peut constater que le costume de ce Batman-là est similaire à celui que porte le Batman dans les jeux vidéo Batman Arkham Asylum et Arkham City. |
| Iron Man XXX : An Extreme Comixxx Parody (2011)                                 | Iron Man 2 (film, 2010)                                                   | Il ne s'agit pas d'une parodie du film Iron Man de Jon Favreau, mais de sa suite Iron Man 2. L'histoire est pratiquement la même et la plupart des personnages apparaissant pour la première fois dans le second film, comme Black Widow et Justin Hammer, sont présents. Le personnage de Whiplash est remplacé par Hulk. |
| Art'X, The (2012)                                                               | Artist, The (film, 2011)                                                  | Bien que reprenant le même aspect que l'original à savoir le film muet et en noir et blanc, l'histoire est complètement différente. |
| BatFXXX : A Dark Night Parody (2010)                                            | Dark Knight, The (film, 2008)                                             | Le film parodie les éléments de la mythologie Batman, mais surtout ceux de The Dark Knight. Les noms de la ville et des personnages sont aussi parodiés, puisque Gotham City devient Gothard City, Batman devient BatFXXX, Catwoman devient Katwoman, Le Joker devient Jo-Kerr etc. |
| Katwoman XXX (2010)                                                             | Catwoman (personnage de comics) dont certains éléments de The Dark Knight | Spin-off de BatFXXX, ce film se consacre sur Katwoman, incarnée ici par Dylan Ryder comme dans BatFXXX. On y retrouve les mêmes personnages que le précédent film à une exception près : Batman n'y apparaît pas. |
| Official The Hangover Parody (2011)                                             | Very Bad Trip (film, 2009)                                                | Parodie produite par Zero Tolerence. L'affiche est la même que le film de Todd Phillips. L'histoire est sensiblement la même que le film original. |
| Xena XXX : An Exquisite Films Parody (2010)                                     | Xena, la guerrière (série télévisée, 1995-2001)                           | |
| This Ain't Avatar XXX (en) (2009)                                               | Avatar (film, 2009)                                                       | Parodie du film de James Cameron. |
| This Ain't Avatar XXX 2 : Escape from Pandwhora (2012)                          | Avatar (film, 2009)                                                       | Suite de la parodie X du film de James Cameron. |
| This Isn't Twilight : The XXX Parody (2009)                                     | Twilight, chapitre I : Fascination (film, 2008)                           | Parodie du premier volet de la saga Twilight, Jenna Haze y reprend le rôle tenu dans le film original par Kristen Stewart. |
| This Isn't The Twilight Saga New Moon : The XXX Parody (2009)                   | Twilight, chapitre II : Tentation (film, 2009)                            | |
| This Isn't The Twilight Saga Eclipse : The XXX Parody (2010)                    | Twilight, chapitre III : Hésitation (film, 2010)                          | |
| This Isn't The Twilight Saga Breaking Dawn : The XXX Parody Part 1 (2011)       | Twilight, chapitre IV : Révélation Première Partie (film, 2011)           | Jenna Haze qui incarnait Bella version X dans les 3 premiers films est remplacée pour ce quatrième film par Gracie Glam. |
| This Isn't The Twilight Saga Breaking Dawn : The XXX Parody Part 2 (2012)       | Twilight, chapitre V : Révélation Deuxième partie (film, 2012)            | Parodie du cinquième et dernier volet de la saga vampirique Twilight. L'actrice principale est Capri Anderson, qui incarne également Mary-Jane dans Spider-Man XXX, après Jenna Haze et Gracie Glam. |
| This Ain't Terminator XXX (2013)                                                | Terminator (film, 1984)                                                   | |
| OMG... It's the Spice Girls XXX Parody (2013)                                   | Spice Girls (girl group)                                                  | Une parodie du célèbre girl group, Allie Haze y parodie Victoria Adams alias Posh, Dani Daniels y parodie Mel C alias Sporty, Dani Jensen y parodie Geri Halliwell alias Ginger, Misty Stone y parodie Mel B alias Scary, Jessie Rogers y parodie Emma Bunton alias Baby et Evan Stone parodie quant à lui Simon Fuller, le manager du groupe. |
| Walking Dead : A Hardcore Parody, The (2013)                                    | Walking Dead, The (série télévisée, depuis 2010)                          | |
| Superman vs. Spider-Man XXX : An Axel Braun Parody (2013)                       | Superman contre Spider-Man : Le combat du siècle (BD hors série)          | Une parodie de deux des héros les plus connus, Superman de l'écurie DC et Spider-Man de l'écurie Marvel. Le film s'inspire de la bande dessinée hors série du même nom. Ryan Driller, qui incarnait le natif de Krypton dans la parodie de Superman, reprend son rôle, de même pour Xander Corvus alias Spider-Man. |
| Man of Steel XXX: An Axel Braun Parody (2013)                                   | Man of Steel (film, 2013)                                                 | Parodie du très récent Man of Steel de Zack Snyder. Superman y est incarné une fois de plus par Ryan Driller. |
| Nikita XXX (2011)                                                               | Nikita (film, 1990)                                                       | Une histoire originale basée sur le personnage de Nikita. |
| Breaking Bad XXX (2012)                                                         | Breaking Bad (série télévisée, 2008-2013)                                 | Dans ce film, Walter ne synthétise pas de la méthamphétamine, mais réalise des films pornographiques. Le personnage de Jessie est incarné par une femme. |
| This Ain't Dancing with the stars XXX (2010)                                    | Danse avec les stars (émission de télévision, 2005-...)                   | |
| This Ain't Ghostbusters XXX (2011)                                              | S.O.S. Fantômes (film, 1984)                                              | |
| Ghostbusters XXX Parody (2016)                                                  | S.O.S. Fantômes (film, 2016)                                              | Parodie du reboot féminin de la saga sortie en 2016. |
| OMG It's The Ghost XXX Parody (2012)                                            | Ghost (film, 1990)                                                        | |
| This Ain't Die Hard XXX (2012)                                                  | Piège de cristal (film, 1988)                                             | Parodie du premier volet de la saga Die Hard avec Bruce Willis. L'histoire est sensiblement la même, ainsi que les personnages, à l'exception du méchant qui est incarné par une femme. |

## Documentaire
- Ça glisse au pays des merveilles (2009), film documentaire de 50 minutes sur les parodies pornographiques, réalisé par Olivier Ghis (rédacteur en chef du Journal du Hard), diffusé le 5 juin 2010 sur Canal+[81]